# Боброве (Польща)
Боброве (пол. Bobrowe) — село в Польщі, у гміні Гошкув Красноставського повіту Люблінського воєводства.
Населення — 141 особа (2011).
У 1975-1998 роках село належало до Замойського воєводства.

## Демографія
Демографічна структура станом на 31 березня 2011 року:
|          | Загалом | Допрацездатний вік | Працездатний вік | Постпрацездатний вік |
| -------- | ------- | ------------------ | ---------------- | -------------------- |
| Чоловіки | 61      | 10                 | 39               | 12                   |
| Жінки    | 80      | 9                  | 37               | 34                   |
| Разом    | 141     | 19                 | 76               | 46                   |